# Пух-бай-Вайц
Пух-бай-Вайц (нім. Puch bei Weiz)  — муніципалітет у східній Штирії (Австрія), приблизно за 20 км на північний схід від Граца та за 8 км на схід від столиці округу Вайц. Він розташований на східних пагорбах Штирії. Разом з Файстріцталем, Флоінгом, Ангером і Штубенбергом муніципалітет утворює туристичну асоціацію «Apfelland Stubenbergsee». Його місцеперебування знаходиться в Штубенберзі
.